# فرودگاه دیفاینس ممریال
فرودگاه دیفاینس ممریال (به انگلیسی: Defiance Memorial Airport) یک فرودگاه همگانی بهره‌برداری هوایی با کد یاتا DFI است که یک باند فرود آسفالت دارد و طول باند آن ۱۲۷۹ متر است. این فرودگاه در کشور ایالات متحده آمریکا قرار دارد و در ارتفاع ۲۱۵ متری از سطح دریا واقع شده‌است.